# Pasar Ipuh (Ipuh)
Pasar Ipuh is een bestuurslaag in het regentschap Muko-Muko van de provincie Bengkulu, Indonesië. Pasar Ipuh telt 492 inwoners (volkstelling 2010).